# Soul Blazer
Cet article possède un paronyme, voir Blazer (homonymie).
Soul Blazer, sorti au Japon sous le nom Soul Blader (ソウルブレイダー, Sōru Bureidā), est un jeu vidéo d'action-RPG sorti en 1992 sur Super Nintendo. Le jeu a été développé par Quintet puis édité par Enix.

## Système de jeu
Soul Blazer est un action-RPG en vue de dessus. Le joueur combat différents ennemis à l'épée et peut également utiliser de la magie grâce à une âme orbitant autour de lui. Les ennemis émanent de points particuliers dans les donjons. En éliminant les monstres, le joueur collecte les gemmes nécessaires à l’utilisation de la magie. À chaque fois que l'un de ces points est détruit, l'âme d'un être vivant - animal ou végétal - sera libérée, et les objets qui lui sont associés seront restaurés dans le village correspondant au donjon.

## Trame
Dans l'Empire de Friel, le Roi Magridd, avide de richesses, capture le Docteur Léo, le plus grand scientifique du royaume. Celui-ci fut contraint de créer une machine invoquant Deathtoll, le Roi du Mal. Le Roi conclut un marché avec Deathtoll : celui-ci remettra au roi une pièce d'or par être vivant qu'il lui remettrait. Une fois le monde vidé, le Maître, Dieu veillant sur la Terre, décide de donner au Roi une seconde chance et de faire revivre le monde. Pour cela, il envoie son disciple, incarné par le joueur, restaurer chaque vie prise par Deathtoll.

## Développement
L'objectif principal de l'équipe de développement a été de réaliser un jeu accessible ne nécessitant pas la lecture au préalable d'un manuel d'instructions. Tomoyoshi Miyazaki, scénariste du jeu, avait pour objectif de communiquer deux points de vue : comment les humains voient les objets, et comment ces-derniers voient les humains.

### Musique
La bande-son a été réalisée par Yukihide Takekawa à la demande du producteur Yasuyuki Sone, responsable du jeu chez l'éditeur Enix. Takekawa composa les pistes, qui furent programmées par Kazuhiko Toyama, après qu'il fut découragé de le faire lui-même par la complexité des outils de développement. L'objectif du compositeur était de réaliser de la musique pouvant être appréciée indépendamment du jeu. Il chanta une version arrangée de Koibito no inai yoru, un des morceaux du jeu, pour la version CD de la bande-son, publiée le 21 février 1992 par le label Apollon.
| 1.  | 地上へのいざない     | 3:06 |
| 2.  | 神のほこら           | 3:13 |
| 3.  | Lonely Town          | 1:44 |
| 4.  | 採掘場               | 3:11 |
| 5.  | Into the dream       | 2:30 |
| 6.  | 悪魔の世界           | 2:15 |
| 7.  | Lively Town          | 1:55 |
| 8.  | World of Soul Blader | 3:23 |
| 9.  | ロストサイトの沼地   | 2:22 |
| 10. | 朽ち果てた神殿       | 2:51 |
| 11. | セントエルズの海底   | 2:32 |
| 12. | 離れ島               | 2:46 |
| 13. | レイノール氷原       | 3:14 |
| 14. | レオの研究所         | 2:41 |
| 15. | マグリット城         | 2:21 |
| 16. | 幻惑の空間           | 2:49 |
| 17. | 解放への戦い         | 1:15 |
| 18. | 魔王デストール       | 3:07 |
| 19. | 平穏な日々           | 3:04 |
| 20. | 恋人のいない夜       | 3:03 |
| 21. | 恋人のいない夜       | 4:44 |

## Accueil
Quintet a annoncé avoir vendu 200 000 exemplaires de Soul Blazer au Japon, 75 000 aux États-Unis et 25 000 en Europe.
Le jeu a reçu un accueil mitigé à sa sortie en France. Bien que Soul Blazer ait été jugé de bonne qualité malgré sa répétitivité, sa sortie extrêmement tardive (presque 3 ans après sa sortie japonaise) a été extrêmement critiquée,.

## Postérité
Une suite a été brièvement envisagée sous le nom de Soul Blader II, mais à la suite de l'intervention d'Enix, le projet se transforma en Illusion of Time. Kōji Yokota, un des graphistes du jeu ayant également travaillé sur Illusion of Time, considère qu'ActRaiser, Soul Blazer et Illusion of Time sont connectés, principalement via les thématiques récurrentes traitées par Miyazaki : le combat d'un dieu contre un démon, et l'entrelacement des vies humaines dans la création et la destruction.
Soul Blazer est généralement considéré par les joueurs comme le premier épisode d'une série constituée de Soul Blazer, Illusion of Time et Terranigma. Néanmoins les jeux n'ont jamais utilisé le même nom de licence et peuvent difficilement être considérés comme une série de manière officielle.